# Polystichum microchlamys
Espèce
Polystichum microchlamys est une espèce de fougères de la famille des Dryopteridaceae.

## Répartition
Alaska, Kamtchatka, Japon. 

## Systématique
Le nom correct complet (avec auteur) de ce taxon est Polystichum microchlamys (Christ) Matsum..
L'espèce a été initialement classée dans le genre Aspidium sous le basionyme Aspidium microchlamys Christ.
Polystichum microchlamys a pour synonymes :
- Aetopteron braunii House
- Aspidium microchlamys Christ
- Polystichum azumiense (Seriz.) Seriz.
- Polystichum braunii subsp. kamtschaticum (C.Chr. & Hultén) Á.Löve & D.Löve
- Polystichum braunii var. kamtschaticum C.Chr. & Hultén
- Polystichum kamtschaticum (C.Chr. & Hultén) Fomin
- Polystichum microchlamys var. azumiense Seriz.
- Polystichum microchlamys (Christ) Kodama